# Regió Autònoma de Bougainville
La Regió Autònoma de Bougainville, anteriorment era coneguda com la Província de les Solomons Nord, és una regió autònoma de Papua Nova Guinea. L'illa més gran és l'Illa de Bougainville i la regió també inclou l'illa Buka i les illes Carterets. Provisionalment la seva capital és Buka però s'espera la reconstrucció de la ciutat d'Arawa. La regió té una població de 249.358 habitants (cens del 2011).

## Història
L'illa principal rep el nom de l'explorador francès Louis Antoine de Bougainville. L'any 1885 aquesta illa va ser ocupada pels alemanys formant part de la Nova Guinea Alemanya. Austràlia la va ocupar el 1914 i la va administrar fins a la invasió japonesa de 1942.
Austràlia en va reprendre l'administració a partir de 1945 fins a la independència de Papua nova Guinea formalitzada el 1975. A partir d'aquest moment va sorgir un moviment secessionista que va proclamar la independència de Bougainville el 1975 i també el 1990, però l'exèrcit del govern de Papua Nova Guinea va suprimir els separatistes.
L'any 1988, l'Exèrcit Revolucionari de Bougainville (BRA) incrementà la seva activitat i va esclatar una guerra civil que s'estima que va causar entre 15.000 i 20.000 morts.
El 1996, el Primer ministre Sir Julius Chan va contractar forces militars dels mercenaris de Sandline International per posar fi a la rebel·lió.

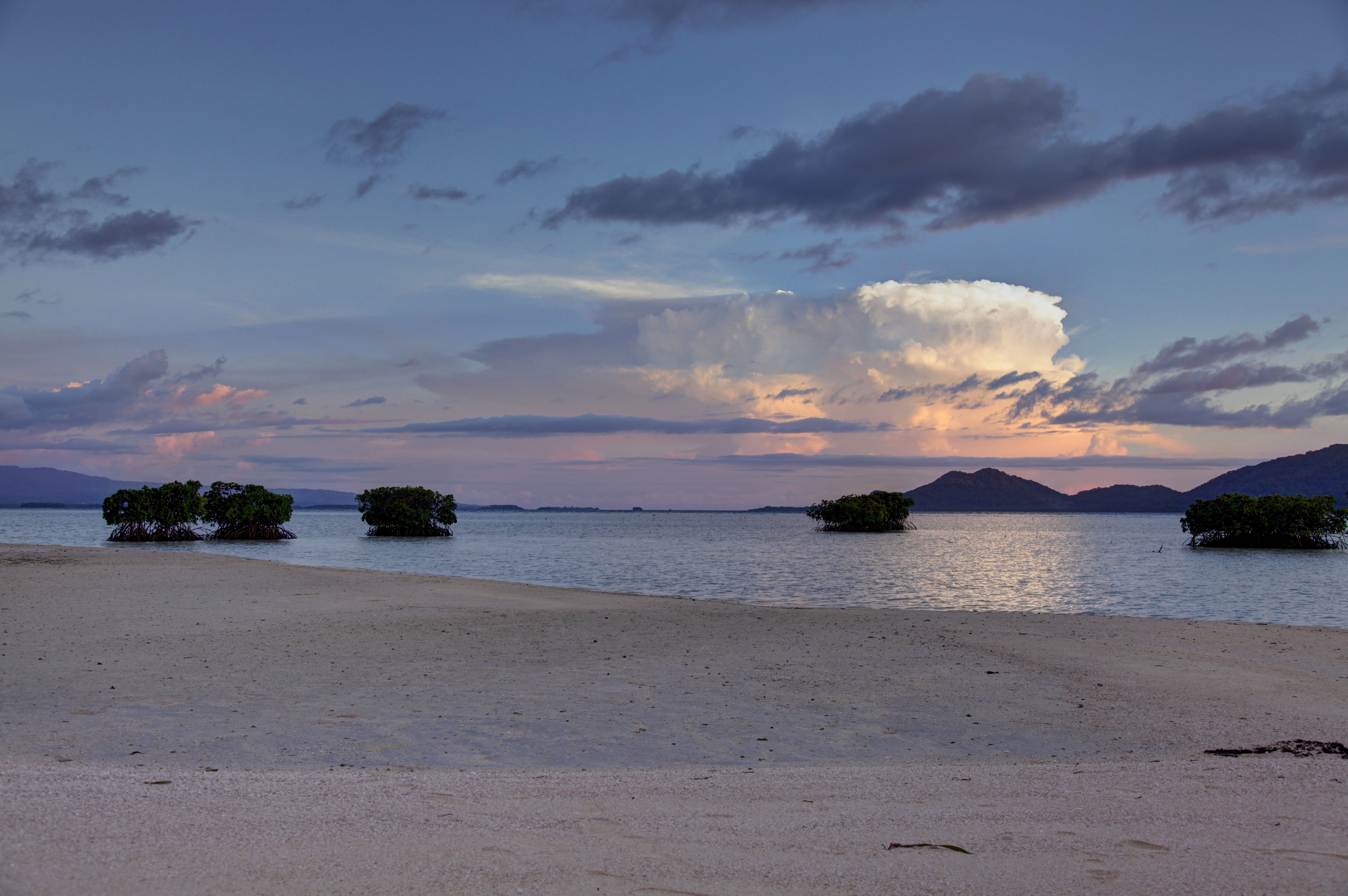
Illa Blanca, Bougainville

Aquest conflicte acabà l'any 1997, i l'acord de pau es va fer l'any 2000. Les parts van acordar un referèndum en el futur per a determinar si l'illa seria independent.
Les primeres eleccions per a aquesta regió autònoma van tenir lloc l'any 2005; Joseph Kabui, un líder independentista, en va ser elegit President.

## Economia
Bougainville té un dels jaciments de coure més grans del món i la mineria i exportació del coure és la base de l'economia.

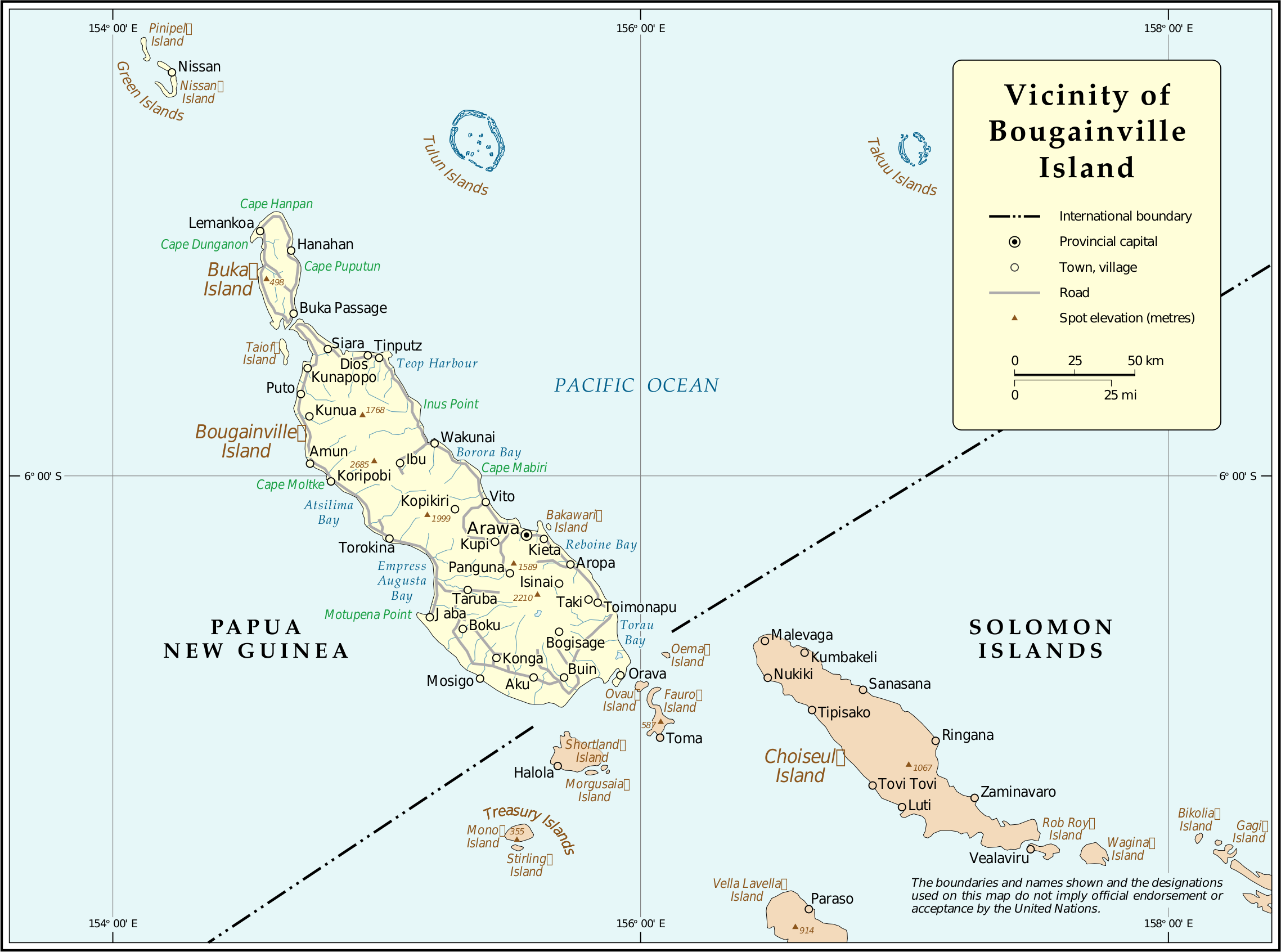
Mapa dels districtes de Bougainville (Solomons del Nord)